# Joaquín Bolívar y Cavada
Joaquín Bolívar y de la Cavada (n. Laredo, España 1794 - f. Lima, Perú 1835), fue un militar español de origen cántabro, combatiente de la guerra contra Napoleón.  Marchó luego al Perú para luchar contra los independentistas.  Finalizada la guerra se casó con una dama limeña y se afincó en el país.

## Biografía
En 1808, hallándose España invadida por los franceses, ingresó en el ejército con tan solo 14 años de edad, obteniendo por su condición de distinguido el grado de subteniente en el Regimiento de Infantería Cantabria.  Al término de la guerra de independencia peninsular se le conceden cruces por su actuación en los batallones 7.º y Asturianos. Destinada su unidad al depósito de Ultramar, tras penosa y accidentada travesía llega al Perú en 1818 como capitán de cazadores del Batallón de Cantabria, al mando del l coronel Rafael de Ceballos-Escalera.
Su primera campaña americana fue la represión de los pueblos alzados de Huaura y Huaylas, insurgidos por obra de Lord Cochrane en sus incursiones en la costa peruana en 1819. Tras la retirada del ejército real de Lima en 1821 es incorporado al 2.º batallón del Imperial Alejandro, acantonado con el ejército del general José de Canterac en el valle de Jauja.  En enero de 1823 batió la partida que el montonero Cholo Fuerte había mandado en Chongos Alto, localidad de la sierra central. En octubre del mismo año, ya ascendido a teniente coronel, fue nombrado comandante del nuevo batallón Guías del General, distinguiéndose nuevamente el 13 de diciembre en el combate de la hacienda Huanca contra los montoneros independentistas.  En tal ocasión, al encabezar una carga a la bayoneta contra unos montoneros que ocupaban un alto, fue herido de dos balazos en la pierna.
Llevó a cabo una incursión en Lima con el ejército del general Canterac. En tal ocasión, y encontrándose en campaña, casa por poderes con la limeña Antonia García y Moreno en mayo de 1824.  Nuevamente herido en combate, es por ello ascendido a coronel. En la campaña de Junín y Ayacucho su batallón, desplegado en guerrilla, resiste heroicamente hasta ser vencido y destrozado; aquí, Joaquín Bolívar es nuevamente herido y cae prisionero. Comprendido en la capitulación, se retiró del servicio activo y, tras restablecerse en Huamanga, obtuvo del general Antonio José de Sucre su pase como paisano a Lima, donde se afinca definitivamente con su esposa.
En abril de 1835, y en su hacienda de La Molina, fue asesinado por la partida bandolera de Pedro León, un antiguo montonero.  Los facinerosos, aprovechando el estado de guerra civil existente entre los generales Salaverry y Orbegozo, realizaban constantes incursiones en Lima y sus alrededores.
Un hijo suyo, Joaquín Bolívar García, combatió como voluntario en las baterías de El Callao contra la escuadra española el 2 de mayo de 1866, recibiendo por ello una condecoración del gobierno.